# Бітовніт
Бітовні́т (рос. битовнит; англ. bytownite; нім. Bitownit m) — мінерал, алюмосилікат кальцію і натрію з групи польових шпатів, проміжна відміна ізоморфного ряду плагіоклазів.

## Загальний опис
Склад: (Ca, Na)[(Al, Si)AlSi2O8]. Ca, Na частково заміщується К. Сингонія триклінна. Форми виділення: зерна неправильної форми, масивні агрегати.

Твердість. 6.

Густина 2,7.

Блиск скляний до перламутрового.

Колір білий до темносірого.

Риса біла.
Вперше знайдений у Бітауні (нині Оттава, Канада). Зустрічається в основних інтрузивних і ефузивних породах. Рідкісний.

## Різновиди
Розрізняють:
- бітовніт-анортит (плагіоклаз від Ab20An80 до Ab10An90);
- бітовніт каліїстий (відміна бітовніту, яка містить K2O); бітовнортит (те саме, бітовніт-анортит).